# Notropis edwardraneyi
Notropis edwardraneyi är en fiskart som beskrevs av Royal D. Suttkus och Clemmer, 1968. Notropis edwardraneyi ingår i släktet Notropis och familjen karpfiskar. Inga underarter finns listade i Catalogue of Life.